# 1999 RV165
1999 RV165  är en trojansk asteroid i Jupiters lagrangepunkt L5. Den upptäcktes 9 september 1999 av LINEAR i Socorro County, New Mexico.
Asteroiden har en diameter på ungefär 23 kilometer.